# Sulusaray

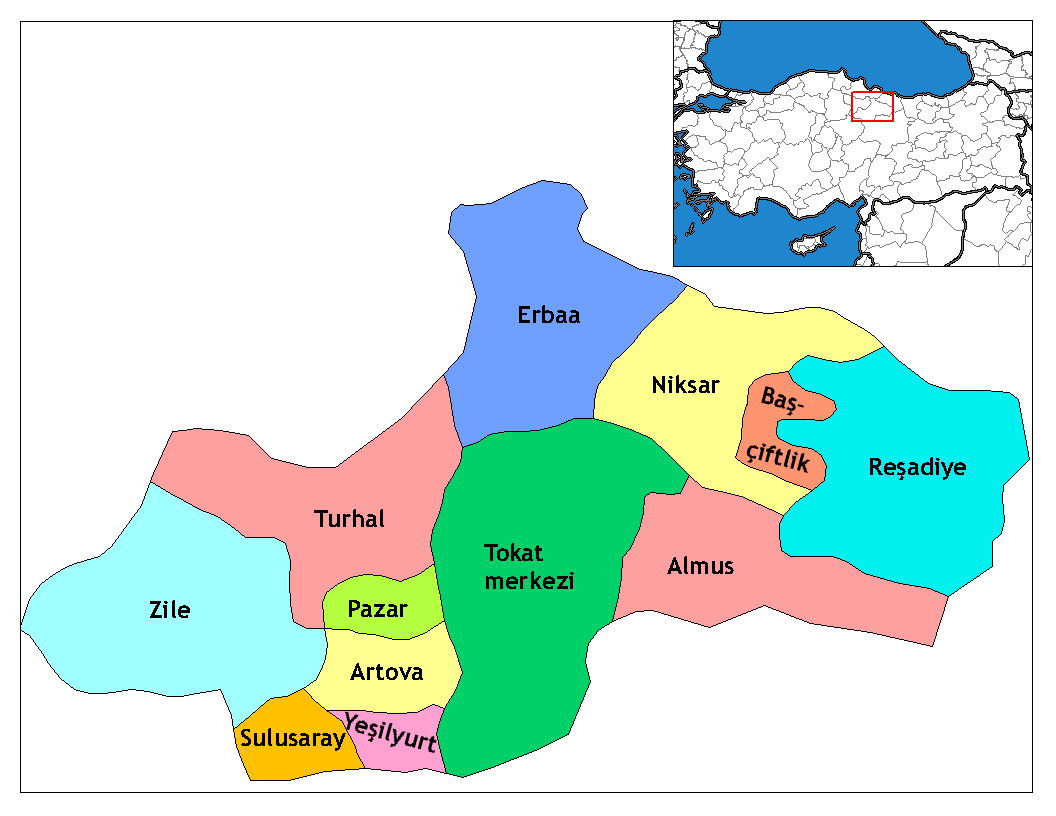
Districte de Tokat.

Sulusaray és una vila i un districte de la província de Tokat en la Regió de la Mar Negra a Turquia.
Antigament s'anomenava Sebastòpolis, una ciutat que Claudi Ptolemeu situa al Pont Capadoci. L'Itinerari d'Antoní diu que es trobava a la via entre Tavium i Sebaste, connectada per una carretera amb Cesarea. Plini el Vell la situa a la Colopene al districte de Capadòcia, i coincideix amb altres autors en anomenar-lo petit poble.